# Station Grzybnica
Station Grzybnica (Duits: Honigkaten) was een spoorweghalte in de Poolse plaats Grzybnica.